# Arcadis
Arcadis è una multinazionale che si occupa di ingegneria, di progettazione e di consulenza ambientale, con sede ad Amsterdam, Paesi Bassi. La compagnia conta 27 875 dipendenti con una presenza diretta in 40 nazioni nel mondo. Ha all’attivo più di 30 000 progetti in oltre 70 nazioni, con un fatturato di € 3,3 miliardi (dati 2020).
Fondata nel 1888 nei Paesi Bassi, Arcadis adotta questo nome dal 1997. Dal 1990 la compagnia ha adottato una politica di grande crescita, che l’ha portata ad avere una presenza globale ed entrare in nuovi mercati.
Arcadis è quotata alla Borsa di Amsterdam dal 1995 (EURONEXT: ARCAD) e dalla fusione nel 1993 con la nordamericana Geraghty & Miller, è anche quotata al Nasdaq (Nasdaq: ARCVF).
Arcadis, direttamente o attraverso le sue sussidiarie, è stata parte di numerose grandi opere nel mondo, tra cui l’Aeroporto di Londra-City e l’autostrada A2 nei Paesi Bassi.

## Storia

### Le origini nei Paesi Bassi
Il primo nucleo dell’azienda che oggi è Arcadis, risale al 1888. La Nederlandsche Heidemaatschappij (in italiano: Compagnia olandese dell’erica) era una compagnia di bonifica di terreni incolti a supporto dello sviluppo agricolo nei Paesi Bassi.
Nel 1924 il governo olandese promulgò una legge per promuovere la vendita di terreni agricoli, il cui scopo era creare appezzamenti più ampi, aumentando la produttività. Quel primo nucleo di Arcadis, grazie anche alle competenze in tema di consulenza e mediazione, diventò quindi un importante realtà del settore, che contribuì allo sviluppo dell’agricoltura nazionale.
Negli anni Trenta Arcadis affianca alle attività di consulenza, quelle di gestione degli appalti a favore dei soci, poi sviluppate anche per conto terzi. Dal 1939 la Nederlandsche Heidemaatschappij iniziò a lavorare direttamente con l’ufficio governativo preposto alla creazione di posti di lavoro.
L’espansione internazionale è del secondo dopoguerra. Nel 1956 viene fondata Euroconsult, una sussidiaria dedicata all’applicazione delle competenze in tema di agricoltura e irrigazione nei paesi in via di sviluppo in Africa, Sud America e Asia. Dall’anno successivo la compagnia entra nel settore real estate, sviluppando soluzioni per l’urbanizzazione e l’integrazione di quartieri cittadini.
Nel 1963 la compagnia ottiene il titolo “reale” (Koninklijke), un titolo onorifico per associazioni non a scopo di lucro. Così cambia il suo nome in Koninklijke Nederlandse Heidemaatschappij (KNHM), nome ancora usato dalla fondazione no-profit che, separatasi da Arcadis nel 1972, ancora oggi continua le sue attività di consulenza gratuita per le comunità olandesi.
Negli anni ’80, ancora con il nome Heidemij (abbreviazione di Heidemaatschappij), prosegue l’attività di consulenza commerciale e ingegneristica, sino al periodo di espansione nel mercato europeo e internazionale degli anni ‘90. Le molteplici fusioni e acquisizioni avevano portato ad una molteplicità di denominazioni, ragion per cui nel 1997 venne scelto Arcadis come nuovo nome della compagnia.
Alcune fra le più importanti acquisizioni si sono svolte negli ultimi vent’anni, e riguardano la britannica AYH nel giugno 2005, EC Harris nel novembre 2011 e Hyder Consulting nell'ottobre 2014.

### Arcadis in Italia
Arcadis è presente in Italia dal 2008, grazie all’acquisizione di SET (Subsoil Environment Technologies). La compagnia, fondata nel 1994, offriva soluzioni ambientali relative alla bonifica, recupero e riciclaggio dei materiali e depurazione delle acque. Nel 2011, con l’acquisizione di EC Harris, la cui filiale italiana operava già dal 2001, le competenze aumenta nel settore del real estate e dell’ingegneria di costruzione.
Nel 2017 Arcadis Srl diventa Arcadis Italia Srl, con Arcadis N.V. socio unico.
Arcadis Italia Srl ad oggi conta più di 170 dipendenti nelle due sedi di Roma e Milano e nell’ufficio logistico sito a Settimo Milanese (MI).

## Filosofia dell'azienda

### Mission e valori in Arcadis
La mission di Arcadis è racchiusa nel suo payoff: Improving quality of life. Per rimanere fedele a questa promessa, pone alla base del suo operato il benessere dei dipendenti (people first), promuovendo una cultura del lavoro di mutuo supporto e arricchimento, umano e professionale. Numerose sono infatti le iniziative volte non solo alla diffusione delle conoscenze tecniche fra colleghi (in primis nell’ambito della digitalizzazione), ma anche allo sviluppo di competenze trasversali.
I valori su cui Arcadis si fonda sono la centralità del cliente, la collaborazione a livello globale e la sostenibilità sociale, gestionale ed economica.
Arcadis aderisce al patto mondiale delle Nazioni Unite dal 28 settembre 2009.

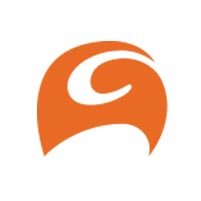
Il simbolo del logo, la salamandra

### Il marchio
Il marchio Arcadis, in linea con la sua evoluzione storica e geografica, ha subito numerosi cambiamenti negli anni. Il portfolio di attività, prodotti e aziende sussidiarie ha reso necessario nel 2015 una ridefinizione a livello globale, sfociata nella creazione del marchio “One Arcadis”.

#### L'icona
Il logo è rappresentato da una salamandra stilizzata di colore arancione. Nello specifico, l’animale scelto è una salamandra pezzata (fire salamander in inglese), originaria dell’Europa centrale, che per sopravvivere ha bisogno di un habitat non inquinato. Proprio per questo requisito è stata scelta da Arcadis come rappresentazione visiva dei suoi valori.
Arcadis, infatti, si impegna a mantenere l’equilibrio naturale, sociale ed economico attraverso la creazione, implementazione e ridefinizione di patrimoni naturali e immobiliari.

#### Naming
Il nome Arcadis venne usato la prima volta nel 1997. L’etimologia rimanda ad Arcadia, il luogo bucolico per eccellenza descritto dalla mitologia greca. Questa scelta rappresenta l’intenzione di costruire soluzioni dove le persone possano vivere e lavorare in armonia con l’ambiente.

## Struttura e governance
Arcadis NV è una società per azioni (Naamloze Vennootschap in olandese) costituita secondo la legislazione dei Paesi Bassi. La gestione della compagnia è affidata al consiglio d’amministrazione, costituito dal CEO (Chief Executive Officer) Peter Oosterveer, e dal CFO (Chief Financial Officer) Virginie Duperat-Vergne, sotto la supervisione del consiglio di vigilanza. Nel 2018 è stato introdotto l’Executive Leadership Team (ELT), costituito dal CEO, CFO, Chief People Officer, Chief Operating Officer, Chief Growth Officer e Chief Innovation Officer. L’obiettivo di questo consiglio è realizzare la strategia di business nei suoi diversi aspetti e coordinarla per le diverse nazioni in cui Arcadis opera.
Dal 2003, Arcadis è una holding internazionale. I membri del consiglio di amministrazione e del consiglio di vigilanza sono votati dal consiglio generale degli azionisti (general meeting). Arcadis revisiona la sua strategia ogni tre anni, per essere attuale rispetto alle esigenze di mercato e dei clienti. La strategia 2021-2023 è stata rivelata durante il Capital Markets Day, 19 Novembre 2020, ed ha il titolo “Maximizing Impact”.

### Governance in Italia
Arcadis Italia Srl è controllata dal board, composto da Massimiliano Pulice, in qualità di Amministratore delegato, Kristof Peperstaete e Frank Goossensen.
Paolo Muzzin è Operations Director dal marzo 2021.

## Progetti
Alcuni progetti internazionali sono:
- Aeroporto di Londra City[14]
- Autostrada A2, Paesi Bassi[15]
- Hotel a Brooklands Race Track, Regno Unito[16]
- Ponte Sheikh Khalifa bin Salman, Bahrain[17]
- Ospedale di Shanghai Changzheng Pudong, Shanghai, Cina[18]
- Wisconsin Steel Works, Chicago[19]
- Gerald Desmond Bridge, California[20]
- Stazione della metropolitana Tiquatira, Brasile[21]
- Salta Spann Connector Bridge, Georgia[22]
- Viadotto di Millau, Francia[23]
- NorthConnex, Australia[24]
- Tietê River Project, Brasile[25]

### Progetti di Arcadis Italia
Arcadis Italia ha partecipato in numerosi progetti, quali la realizzazione del Porsche Experience Centre italiano.
Arcadis Italia è anche impegnata nei concorsi di C40 a Milano, con proposte per Piazzale Loreto, Scalo Lambrate, Palazzine Liberty, Ex Macello e Nodo Bovisa. Arcadis Italia si è aggiudicata la riqualificazione di Piazzale Loreto con il progetto LOC.

## Curiosità
- La salamandra raffigurata nel marchio Arcadis è chiamata Sally.
- I dipendenti si chiamano Arcadiani, o Arcadians in inglese.[29]
- Nel 1955, Arcadis fu la prima compagnia nei Paesi Bassi a comprare un computer, che all’epoca serviva per automatizzare il pagamento dei salari di dipendenti impegnati in progetti statali.[30]
- Cambiare il nome da Heidemij ad Arcadis fu anche una questione di pronuncia. Infatti, risultava di difficile lettura e riconoscibilità per clienti e colleghi non olandesi.[30]

## Pubblicazioni
- Arcadis - A collective history. 125 years helping to create a better world.